# Comuna de Trawniki
Trawniki (polaco: Gmina Trawniki) é uma gminy (comuna) na Polónia, na voivodia de Lublin e no condado de Świdnicki (lubelski). A sede do condado é a cidade de Trawniki.
De acordo com os censos de 2004, a comuna tem 9225 habitantes, com uma densidade 109,6 hab/km².

## Área
Estende-se por uma área de 84,16 km², incluindo:
- área agrícola: 85%
- área florestal: 7%

## Demografia
Dados de 30 de Junho 2004:
|                      | Total   | Total | Mulheres | Mulheres | Homens  | Homens |
| -------------------- | ------- | ----- | -------- | -------- | ------- | ------ |
|                      | pessoas | %     | pessoas  | %        | pessoas | %      |
| População            | 9225    | 100   | 4677     | 50,7     | 4548    | 49,3   |
| Densidade (pop./km²) | 109,6   | 100   | 55,6     | 55,6     | 54      | 54     |

De acordo com dados de 2002, o rendimento médio per capita ascendia a 1197,8 zł.

## Comunas vizinhas
- Fajsławice, Łopiennik Górny, Milejów, Piaski, Rejowiec Fabryczny, Siedliszcze